# Registracijske oznake za cestovna vozila u Sloveniji
Na registracijskim pločicama za cestovna vozila (samovoze, kamione, autobuse, radna vozila i strojeve, motorkotače) iz Slovenije postoje ove oznake:
| Kratica | Područje       |
| ------- | -------------- |
| CE      | Celje          |
| GO      | Nova Gorica    |
| KK      | Krško          |
| KP      | Kopar          |
| KR      | Kranj          |
| LJ      | Ljubljana      |
| MB      | Maribor        |
| MS      | Murska Sobota  |
| NM      | Novo Mesto     |
| PO      | Postojna       |
| SG      | Slovenj Gradec |